# Metisse

Metisse est un gestionnaire de fenêtres

Metisse est un gestionnaire de fenêtres pour X Window System en 2,5D (c'est-à-dire entre la 2D et la 3D). Basé sur FVWM, il est libre et gratuit, sous licence GNU GPL.
Développé par Nicolas Roussel et Olivier Chapuis, Metisse est uniquement disponible sur le système d'exploitation GNU/Linux.
Alors que de nombreux environnements graphiques sont totalement en 3D (Projet Looking Glass, 3dtop, Rooms3D, 3dwm…), Metisse utilise l'environnement FVWM et intègre un gestionnaire de fenêtres en 3 dimensions, c'est-à-dire que seules les fenêtres peuvent être déplacées dans l'espace.